# خوان گوآلتریو رودرر
 خوان گوآلتریو رودرر (انگلیسی: Juan Gualterio Roederer؛ زاده ۲ سپتامبر ۱۹۲۹) یک فیزیک‌دان در زمینه فیزیک فضا، Psychoacoustics، و نظریه اطلاعات اهل ایالات متحده آمریکا است.